# Illa de Benidorm
L'Illa de Benidorm és una illa xicoteta situada enfront de la costa de Benidorm (Marina Baixa, País Valencià). Posseeix un elevat interès ecològic, paisatgístic i mediambiental. Es troba a unes dues milles nàutiques des del port de Benidorm.
Actualment no té població estable, atés que allí no dormen ni els empleats del restaurant ni els tripulants dels vaixells que fan el trajecte des del port de Benidorm.

## Història
Cap a 1830 l'illa servia com a refugi a diverses famílies de Benidorm i la Vila Joiosa, fugides de les seues poblacions davant d'una epidèmia de còlera. Segles abans, els pirates la utilitzaven com a base per als seus atacs a poblacions costaneres.
L'illa sempre ha tingut una gran riquesa piscícola i un fons submarí molt envejat per submarinistes i bussejadors. L'explotació de les aigües dels voltants sempre va estar reservat a Benidorm fins a l'any 1506, quan es va fer extensiu d'aquest privilegi a la Vila.

## Flora i fauna
Entre les aus que nien a l'illa destaca l'escateret. La fauna també la componen: la sargantana ibèrica, la falzia pàl·lida, busqueretes de cap negre, el falcó pelegrí, entre d'altres. Respecte a la flora de l'illa destaca l'olivera, l'aladern, el Mantell de la Verge Maria, el malví marí, la bufera, el pi blanc, la sosa fina, la ceba marina, la vareta de Sant Josep, etc.

## La Llosa
És una illa submarina situada aproximadament a 300 m al sur de l'illa. La seua part més alta queda a 6 m de la superfície, mentre que a la seua base s'arriben profunditats superiors als 30 metres. Les condicions ambientals de lluminositat i hidrodinamisme, unides a l'heterogeneïtat espacial, conformen un hàbitat de singular importància. És freqüentat per espècies depredadores com el verderol (Seriola dumerili), l'espet (Sphyraena sphyraena), déntol (Dentex dentex), Boga (Boops boops) i altres peixets que són el seu principal aliment. Així mateix constitueix un important refugi d'altres espècies més sedentàries com les morenes, els polps, distintes espècies de sards, etc. El component vegetal està representat per diverses espècies d'algues fotòfiles infralitorals.

## Llegenda de l'illa
Circulen històries mitològiques sobre el seu origen relacionades amb el gegant Rotlà. La llegenda més popular es refereix al fet que Rotlà es va enamorar d'una bella dama a la qual va estimar profundament. Tanmateix l'amant va caure malalta i només semblava sobreviure amb els raigs del sol. Rotlà, desesperat, colpejà la muntanya del Puig Campana (la coltellada que provocà és visible i famosa, coneguda com la Coltellada de Rotlan) i el tros va viatjar al mar formant l'illa i així retardar la posta de sol durant uns minuts. Més tard va arribar l'inevitable final i el gegant temut va portar el cos de la seua dona fins a l'illa perquè allí descansara deixant ofegar al seu costat i poder així romandre agafats de la mà eternament.

## Galeria d'imatges

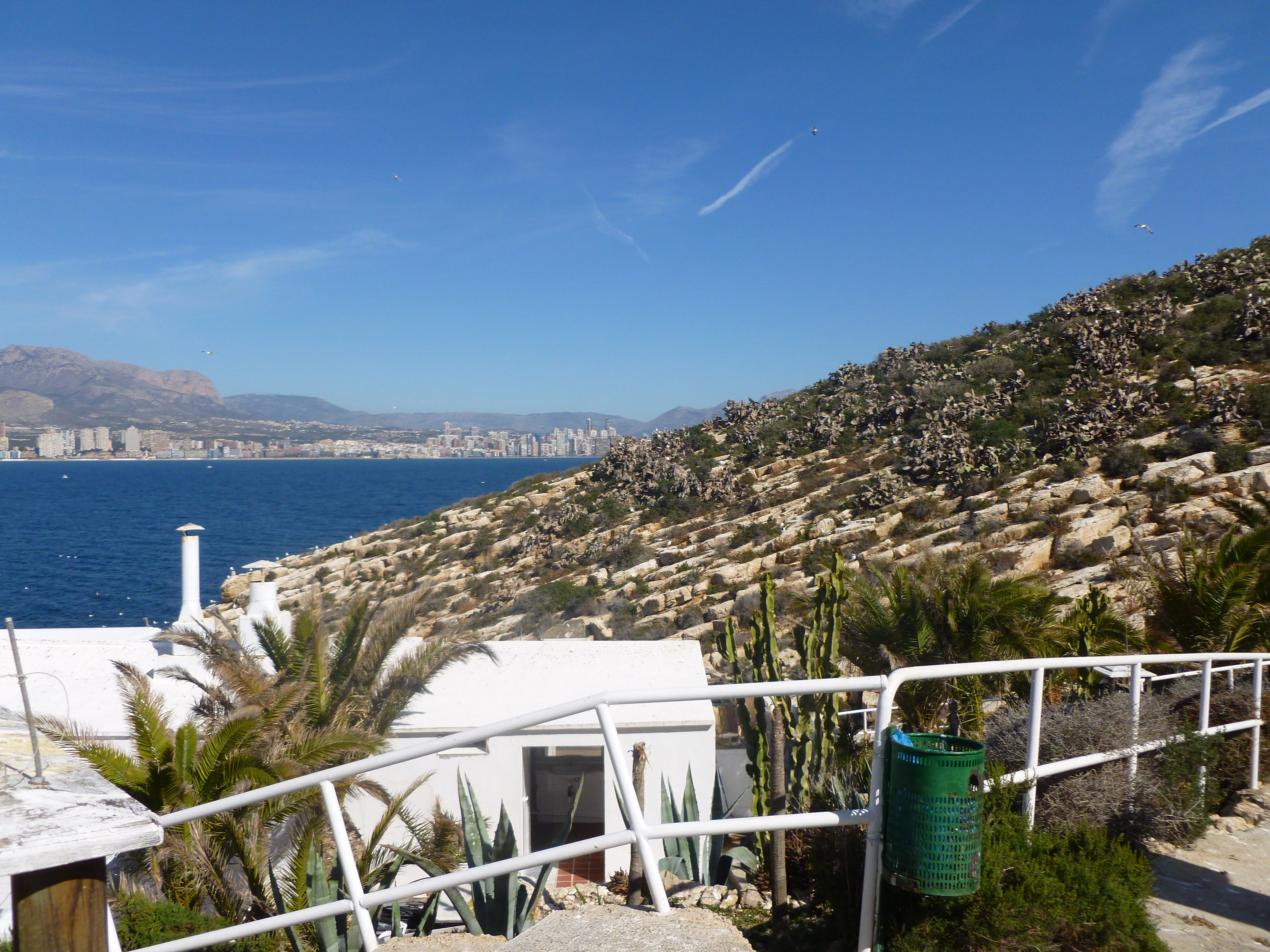
Vista de l'illa
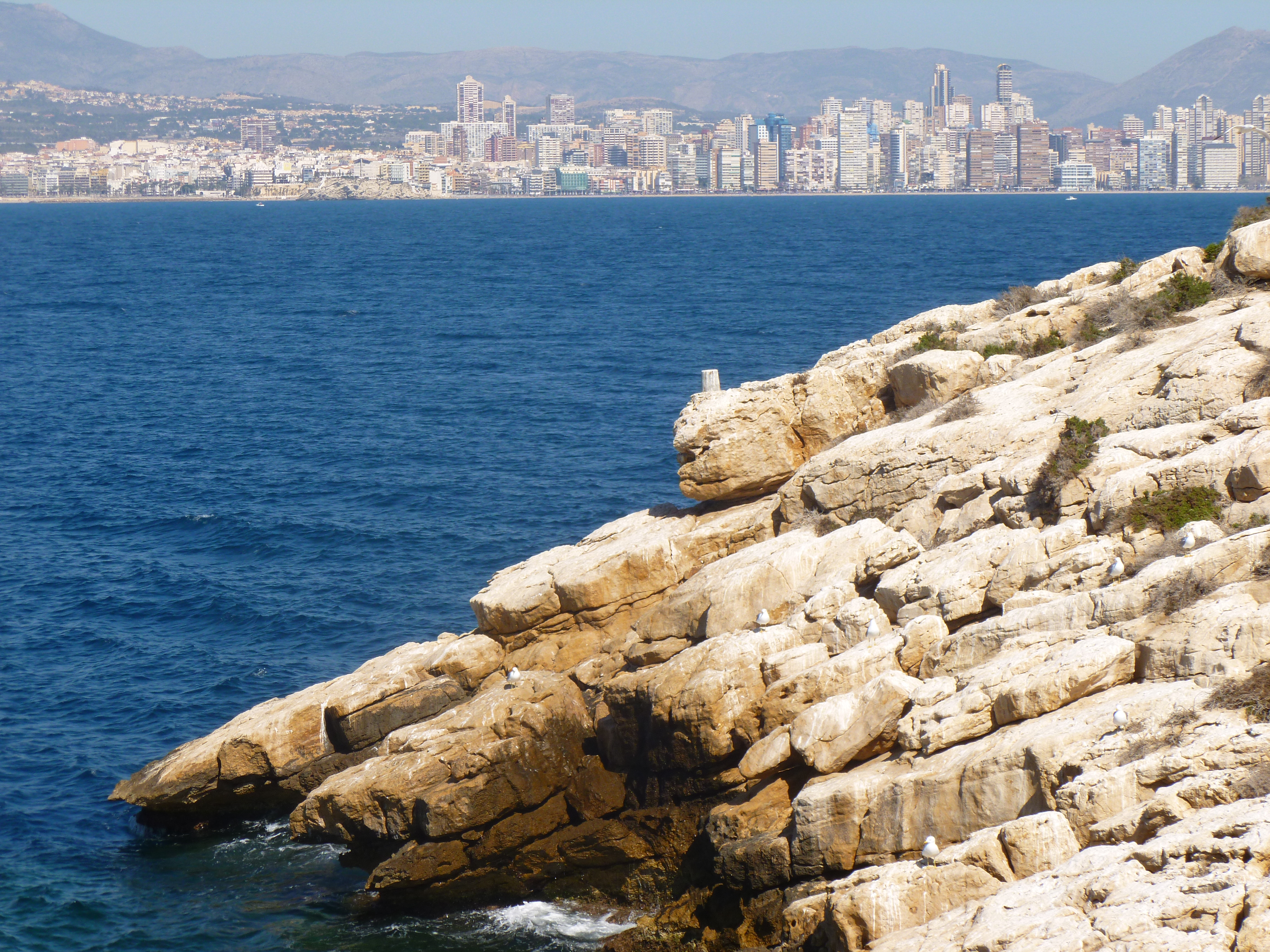
Vista de Benidorm des de l'illa
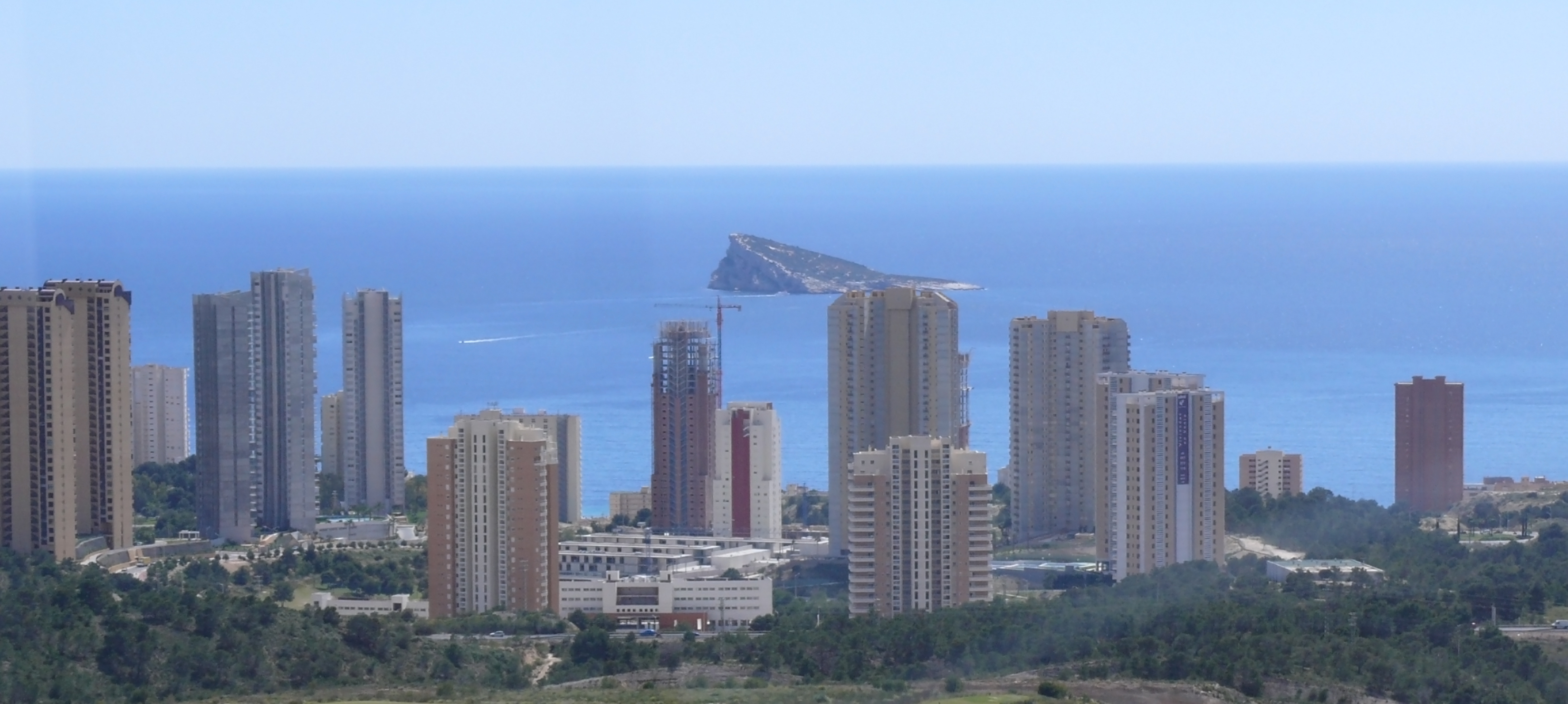
Vista de l'illa des de Benidorm